# Liste von Sakralbauten in Leverkusen
Die Liste von Sakralbauten in Leverkusen umfasst Gotteshäuser in Trägerschaft der christlichen Konfessionen und anderer religiöser Gemeinschaften.

## Katholische Kirche
Die katholischen Kirchen zählen zum Erzbistum Köln.
| Name                               | Bild | Stadtteil                 | Errichtung             | Träger                   | Koordinaten                    | Bemerkungen |
| ---------------------------------- | ---- | ------------------------- | ---------------------- | ------------------------ | ------------------------------ | --- |
| Herz-Jesu                          |      | Wiesdorf                  | 1929                   | Erzbistum Köln           | 51° 1′ 52,8″ N, 6° 58′ 59,9″ O | „Weitere Kirche“ in der Pfarrgemeinde St. Stephanus, Leverkusen                                                                    |
| St. Antonius                       |      | Wiesdorf                  | 1661–1664              | Erzbistum Köln           | 51° 1′ 51,6″ N, 6° 58′ 29,3″ O | „Weitere Kirche“ in der Pfarrgemeinde St. Stephanus, Leverkusen Turm erst im Jahre 1666 vollendet. Erweiterungen 1872 und 1902     |
| St. Hildegard                      |      | Wiesdorf                  | 1960                   | Erzbistum Köln           | 51° 1′ 49,7″ N, 6° 59′ 45,8″ O | „Weitere Kirche“ in der Pfarrgemeinde St. Stephanus, Leverkusen                                                                    |
| St. Maria Friedenskönigin          |      | Wiesdorf                  | 1953/54                | Erzbistum Köln           | 51° 1′ 17,4″ N, 6° 59′ 33,2″ O | Ehemalige Filialkirche (bis 2004) der Gemeinde Herz-Jesu und St. Antonius, 2006 profaniert, im April 2012 abgerissen.              |
| Christus König                     |      | Küppersteg                | 1928                   | Erzbistum Köln           | 51° 2′ 51,1″ N, 6° 59′ 43,2″ O | „Weitere Kirche“ in der Pfarrgemeinde St. Stephanus, Leverkusen                                                                    |
| St. Stephanus                      |      | Bürrig                    | unbekannt              | Erzbistum Köln           | 51° 2′ 55,6″ N, 6° 58′ 45,6″ O | Baujahr unbekannt, erste urkundliche Erwähnung von 1135                                                                            |
| St. Maurinus                       |      | Lützenkirchen             | 1847                   | Erzbistum Köln           | 51° 3′ 55,7″ N, 7° 3′ 26,5″ O  | Pfarrkirche der Gemeinde St. Maurinus und Marien                                                                                   |
| St. Maria Rosenkranzkönigin        |      | Quettingen                | 1914                   | Erzbistum Köln           | 51° 3′ 42,9″ N, 7° 1′ 57″ O    | Filialkirche der Gemeinde St. Maurinus und Marien                                                                                  |
| Annakapelle                        |      | Lützenkirchen             | 1698                   | Erzbistum Köln           | 51° 3′ 59,4″ N, 7° 3′ 27,3″ O  | |
| Kreuzkapelle                       |      | Lützenkirchen             | 1968–1970 transloziert | Erzbistum Köln           | 51° 3′ 53″ N, 7° 2′ 52,7″ O    | 1673/1674 errichtet |
| St. Remigius                       |      | Opladen                   | 1863                   | Erzbistum Köln           | 51° 4′ 4,7″ N, 7° 0′ 11,4″ O   | Pfarrkirche der Gemeinde St. Remigius Opladen                                                                                      |
| Heilige Drei Könige                |      | Bergisch Neukirchen       | 1968                   | Erzbistum Köln           | 51° 4′ 45,5″ N, 7° 1′ 48″ O    | Filialkirche der Gemeinde St. Remigius Opladen                                                                                     |
| St. Elisabeth                      |      | Opladen                   | 1956–1957              | Erzbistum Köln           | 51° 3′ 31,5″ N, 7° 0′ 16,7″ O  | Filialkirche der Gemeinde St. Remigius Opladen                                                                                     |
| St. Engelbert                      |      | Pattscheid                | 1928                   | Erzbistum Köln           | 51° 5′ 33,1″ N, 7° 3′ 40,1″ O  | Filialkirche der Gemeinde St. Remigius Opladen                                                                                     |
| St. Michael                        |      | Opladen                   | 1939                   | Erzbistum Köln           | 51° 4′ 46,7″ N, 6° 59′ 43″ O   | |
| Kapelle des Remigius-Krankenhauses |      | Opladen                   | 1891                   | St.-Remigius-Krankenhaus | 51° 4′ 6,3″ N, 7° 0′ 17,3″ O   | |
| Aloysiuskapelle                    |      | Opladen                   | 1907                   | Erzbistum Köln           | 51° 3′ 52,4″ N, 7° 0′ 11,8″ O  | Kapelle des ehemaligen kath. Gymnasiums Aloysianum, seit 1995 Jugendkirche                                                         |
| Kapelle der Marienschule           |      | Opladen                   | 1929–1930              | Erzbistum Köln           | 51° 4′ 8,5″ N, 7° 0′ 17,8″ O   | Entwurf von Bernhard Rotterdam |
| St. Aldegundis                     |      | Rheindorf                 | unbekannt              | Erzbistum Köln           | 51° 2′ 49,9″ N, 6° 56′ 49,4″ O | Pfarrkirche der Pfarrgemeinde St. Aldegundis, Leverkusen Baujahr unbekannt, erstmals 1170 urkundlich erwähnt                       |
| Heilig Kreuz                       |      | Rheindorf                 | 1968                   | Erzbistum Köln           | 51° 3′ 42,3″ N, 6° 57′ 19,4″ O | „Weitere Kirche“ in der Pfarrgemeinde St. Aldegundis, Leverkusen                                                                   |
| St. Stephanus                      |      | Hitdorf                   | 1887                   | Erzbistum Köln           | 51° 3′ 35″ N, 6° 55′ 9,8″ O    | „Weitere Kirche“ in der Pfarrgemeinde St. Aldegundis, Leverkusen Diente bei der Erneuerung von St. Stephanus in Bürrig als Vorbild |
| Antoniuskapelle                    |      | Hitdorf                   | 19. Jhd.               | Erzbistum Köln           | 51° 3′ 56,6″ N, 6° 54′ 14,5″ O | 1829 erstmals erwähnt |
| St. Albertus Magnus                |      | Schlebusch Waldsiedlung   | 1959                   | Erzbistum Köln           | 51° 1′ 20,8″ N, 7° 3′ 2″ O     | |
| St. Andreas                        |      | Schlebusch                | 1888–1890              | Erzbistum Köln           | 51° 2′ 4,4″ N, 7° 3′ 3,2″ O    | |
| Gezelinkapelle                     |      | Alkenrath                 | 1868                   | Erzbistum Köln           | 51° 2′ 24,2″ N, 7° 2′ 6,1″ O   | Mehrmals restauriert und wieder aufgebaut, seit 1868 in der heutigen Form                                                          |
| St. Franziskus                     |      | Steinbüchel Bruchhausen   | 1980                   | Erzbistum Köln           | 51° 3′ 12,7″ N, 7° 3′ 52,4″ O  | |
| St. Johannes der Täufer            |      | Alkenrath                 | 1958                   | Erzbistum Köln           | 51° 2′ 26,5″ N, 7° 1′ 53,3″ O  | |
| St. Joseph                         |      | Manfort                   | 1913                   | Erzbistum Köln           | 51° 1′ 57″ N, 7° 0′ 47″ O      | |
| St. Matthias                       |      | Steinbüchel Fettehenne    | 1967                   | Erzbistum Köln           | 51° 2′ 43″ N, 7° 4′ 19,6″ O    | |
| Johannes-von-Nepomuk-Kapelle       |      | Steinbüchel Fettehenne    | 1737                   | Erzbistum Köln           | 51° 2′ 35,3″ N, 7° 4′ 27″ O    | 1847 erweitert |
| St. Nikolaus                       |      | Steinbüchel Neuboddenberg | 1894                   | Erzbistum Köln           | 51° 3′ 7,7″ N, 7° 5′ 21,2″ O   | |
| St. Thomas Morus                   |      | Schlebusch                | 1961                   | Erzbistum Köln           | 51° 1′ 41,9″ N, 7° 2′ 3,7″ O   | im Februar 2021 profaniert |

## Evangelische Kirchen
| Name                                       | Bild | Stadtteil               | Errichtung           | Träger | Koordinaten                    | Bemerkungen                                                                    |
| ------------------------------------------ | ---- | ----------------------- | -------------------- | ------ | ------------------------------ | ------------------------------------------------------------------------------ |
| Kirche zu Schlebusch „Auf dem Blauen Berg“ |      | Schlebusch              | 1853                 |        | 51° 1′ 52,2″ N, 7° 2′ 46,4″ O  |                                                                                |
| Ev. Kirche am Bielert                      |      | Opladen                 | 1876                 |        | 51° 4′ 15″ N, 7° 0′ 3,9″ O     |                                                                                |
| Ev. Kirche Bergisch Neukirchen             |      | Bergisch Neukirchen     | 13. Jahrhundert/1784 |        | 51° 4′ 36,5″ N, 7° 1′ 56,2″ O  |                                                                                |
| Christuskirche                             |      | Wiesdorf                | 1906                 |        | 51° 1′ 53,9″ N, 6° 59′ 13,5″ O | 1944 zerstört, 1949 und 2001 renoviert                                         |
| Gemeindezentrum Alkenrath                  |      | Alkenrath               | 1959                 |        | 51° 2′ 35″ N, 7° 1′ 49,2″ O    | genutzt bis 2010                                                               |
| Paul-Gerhardt-Kirche                       |      | Rheindorf               | 1966                 |        | 51° 3′ 53,6″ N, 6° 57′ 21,6″ O | genutzt bis 2006                                                               |
| Lukas-Kirche                               |      | Rheindorf               | 1950er-Jahre         |        | 51° 2′ 59,7″ N, 6° 56′ 58,9″ O | genutzt bis 2005                                                               |
| Hoffnungskirche Rheindorf                  |      | Rheindorf               | 2006                 |        | 51° 3′ 32″ N, 6° 57′ 19,3″ O   | Architekt Wolfgang Zelck Köln. Ersetzt die Paul-Gerhardt- und die Lukas-Kirche |
| Johanneskirche                             |      | Manfort                 | 1954                 |        | 51° 1′ 52,7″ N, 7° 1′ 13,4″ O  | 2020 entwidmet, Kindergarten geplant                                           |
| Evangelische Kirche Quettingen             |      | Quettingen              | 1962/1964            |        | 51° 3′ 43,9″ N, 7° 1′ 29,2″ O  |                                                                                |
| Gemeindezentrum Humboldtstraße             |      | Opladen                 | 1955                 |        | 51° 3′ 47,6″ N, 7° 0′ 22,3″ O  | genutzt bis 2009                                                               |
| Ev. Gemeindezentrum Lehner Mühle           |      | Lützenkirchen           | 1971                 |        | 51° 3′ 45,5″ N, 7° 3′ 15,4″ O  |                                                                                |
| Markuskirche                               |      | Wiesdorf                | 1962                 |        | 51° 1′ 32,4″ N, 6° 59′ 46″ O   | 2004 an die Freikirche „Assembly of Redeemer King“ verkauft.                   |
| Petruskirche                               |      | Bürrig                  | 1958                 |        | 51° 3′ 2,4″ N, 6° 59′ 5,3″ O   |                                                                                |
| Martin-Luther-Haus                         |      | Küppersteg              | 1950                 |        | 51° 2′ 44,3″ N, 6° 59′ 30″ O   |                                                                                |
| Gemeindehaus Otto-Grimm-Straße             |      | Bürrig                  | 1931                 |        | 51° 1′ 51,7″ N, 6° 59′ 8,2″ O  |                                                                                |
| Matthäus-Kirche                            |      | Wiesdorf                |                      |        | 51° 1′ 51,1″ N, 7° 0′ 4,9″ O   |                                                                                |
| Gemeindezentrum Spandauer Straße           |      | Steinbüchel             |                      |        | 51° 2′ 42,6″ N, 7° 4′ 28,3″ O  |                                                                                |
| Gemeindezentrum Steinbücheler Straße       |      | Steinbüchel             |                      |        | 51° 2′ 56,8″ N, 7° 3′ 37,7″ O  |                                                                                |
| Friedenskirche (Waldsiedlung)              |      | Schlebusch Waldsiedlung | 1966                 |        | 51° 1′ 16,7″ N, 7° 2′ 43,1″ O  |                                                                                |

## Judentum
| Name             | Bild | Stadtteil | Errichtung | Träger | Bemerkungen   |
| ---------------- | ---- | --------- | ---------- | ------ | ------------- |
| Synagoge Opladen |      | Opladen   | 1879       |        | zerstört 1938 |

## Islam
| Name                 | Bild | Stadtteil  | Errichtung | Träger | Koordinaten                    | Bemerkungen |
| -------------------- | ---- | ---------- | ---------- | ------ | ------------------------------ | ----------- |
| Mesxhidiaksa Moschee |      | Küppersteg | 2006       |        | 51° 3′ 11,3″ N, 6° 59′ 53,5″ O |             |